# Harmannus Blaauwpot

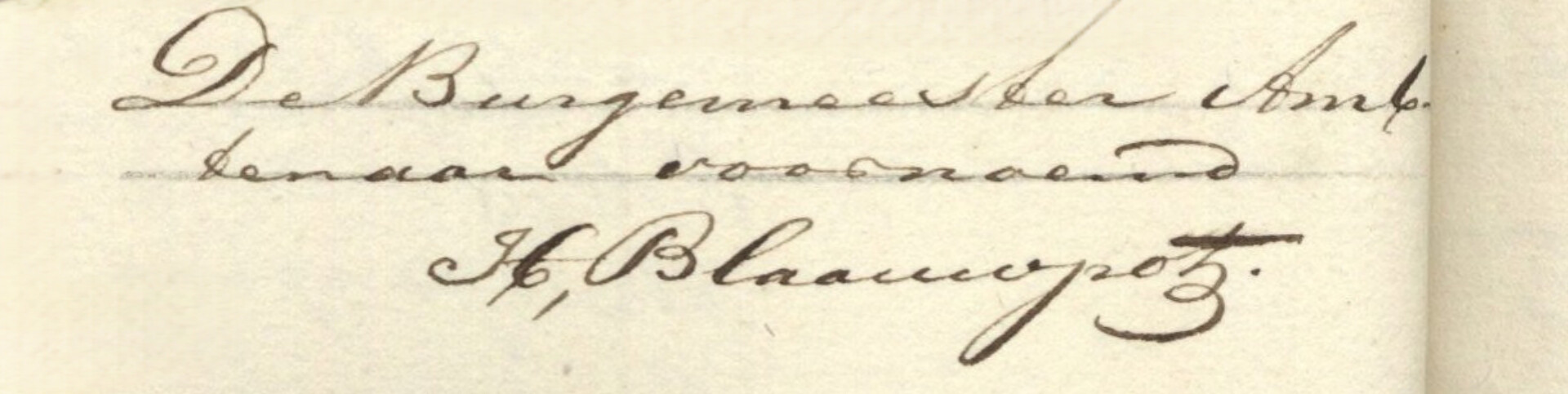
Handtekening burgemeester H.H. Blaauwpot (1856)

Harmannus Hendriks Blaauwpot (Scheemda, gedoopt 29 augustus 1802 - Eenrum, 30 januari 1866) was een Nederlands bestuurder. Hij was van 1856 tot 1866 burgemeester van Eenrum.
Alvorens Blaauwpot burgemeester werd was hij onderwijzer (net als zijn vader die hoofdonderwijzer in Den Andel was) en ontvanger van de gemeentelijke belastingen en accijnzen. In 1855 werd hij gemeenteraadslid om een jaar later al voorgedragen te worden als burgemeester.